# サラリーマンライフ
『サラリーマンライフ』は、NHK教育テレビで1976年4月11日から1985年3月30日まで放送されたテレビ番組である。休日のサラリーマンのために放送される経済教養番組である。

## 放送時間
- 1976年4月 - 1978年3月：日曜日 18:00 - 19:00／土曜日 15:00 - 16:00
- 1978年4月 - 1982年3月：日曜日 18:00 - 18:45／日曜日 14:00 - 14:45
- 1983年4月 - 1985年3月：日曜日 18:00 - 18:40／土曜日 15:30 - 16:10

## 主なテーマ
- わがチーム
- 駆けあがれ36階
- 午後3時の睡魔
- もうひとつのベストセラー
- 下戸の論理
- パチンコの研究
- とってますか歯石
- 50歳からの挑戦
- 若々しさの秘訣
- 新・通勤事情
- 気になるにおい
- 単身赴任白書
- 頭痛のたね
- 男・45歳・曲がり角
- 生命保険に入るとき
- '78お歳暮事情
- 当世さらりいまん歌留多
- FPの生理学
- オフィス空間考
- '79年研修事情
- ああマイホーム
- 育児パパの時代?!
- 拝見!社内クラブ活動
- あなたは部下を叱れるか
- 知的けんかの効用
- 出勤前 この実りのある時間
- シンポジウム定年
- ペンと仕事と
- 管理職新時代
- 共働き夫婦の食事考
- 企業ケチケチ作戦
- 家康式人事管理
- 新オートメ時代
- 社員食堂ア・ラ・カルト
- ああ!マイイングリッシュ
- 情報化社会の担い手たち
- 根回し第一、カオ第二 外国人のみた日本ビジネス
- これが人事だ
- 健康にご用心